# Dolderbahn
La Dolderbahn è una ferrovia a cremagliera a scartamento metrico della Svizzera.

## Storia
Nel 1892 l'Assemblea federale concesse ai signori Fierz-Landis, Stauder e Hürlimann, per conto di una società da costituire, l'autorizzazione (della durata di 80 anni) per la costruzione e l'esercizio di una funicolare da Römerhoferplatz, a Hottingen, alla località Dolder, sullo Zürichberg. Costituitasi il 28 febbraio 1892 la società Dolderbahn-Aktiengesellschaft (Db), la funicolare aprì il 13 luglio 1895. La società era inoltre proprietaria di vasti terreni sullo Zürichberg, su cui costruì oltre alla funicolare un ristorante, il Grand Hotel Dolder (1899), l'hotel Waldhaus Dolder (1906), una pista di pattinaggio (1930) e una piscina (1934).
Per meglio servire il Grand Hotel Dolder nel 1899 venne costruita una linea tranviaria tra il capolinea superiore della funicolare, presso l'hotel Waldhaus Dolder, e il Grand Hotel; la tranvia, non collegata alla rete tranviaria di Zurigo, fu soppressa nel 1930 per le condizioni di vetustà del tracciato e sostituita da un'autolinea.
Nel 1969 venne richiesta una nuova concessione per una ferrovia a cremagliera in sostituzione della funicolare, prolungata sino al Grand Hotel Dolder. La concessione (della durata di cinquant'anni) venne affidata il 4 giugno 1971 alla società Dolderbahn-Betriebs-AG (DBZ), costituitasi il 16 dicembre 1970 di cui sono azionisti paritetici la città di Zurigo e la società Dolder Hotel AG. Il 27 agosto 1972 la funicolare chiuse; i lavori per la cremagliera erano iniziati a luglio 1972 e la nuova linea entrò in servizio il 30 settembre 1973.
Dal 1999 l'esercizio è curato dalla Verkehrsbetriebe Zürich (VBZ).

## Caratteristiche
La ferrovia, a scartamento metrico, è lunga 1,328 km, interamente a cremagliera tipo Von Roll, ed è elettrificata a corrente continua con la tensione di 600 V; la pendenza massima è del 196 per mille, il raggio minimo di curva di 600 metri, la velocità massima ammessa di 25 km/h. È a binario unico.

### Percorso
| Head station |

| Stop on track |

| Non-passenger station/depot on track |

| Stop on track |

| Unknown route-map component "STRo" |

| End station |

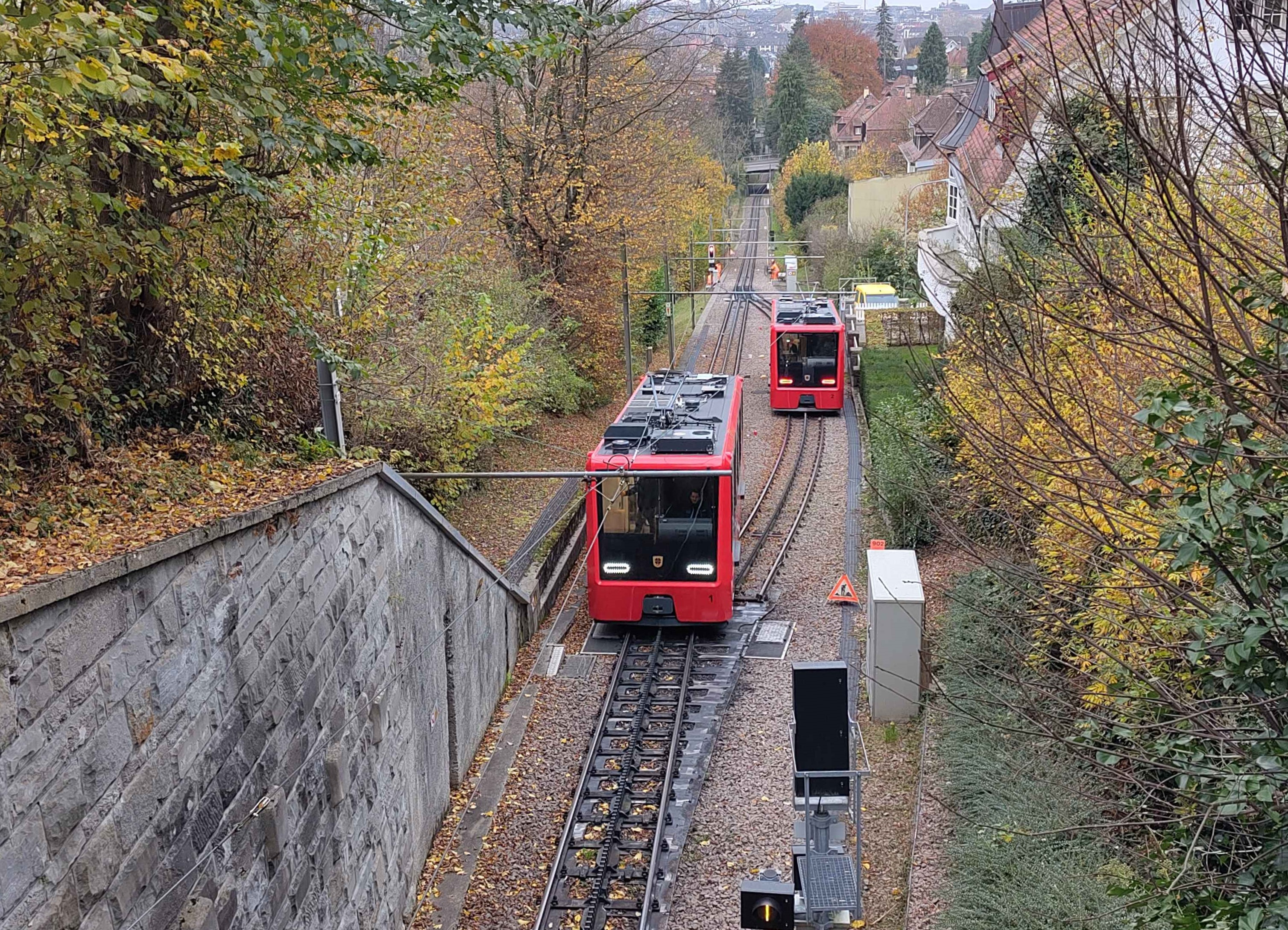
Le due elettromotrici Stadler in servizio sulla Dolderbahn al raddoppio intermedio

Il capolinea inferiore si trova in Römerhofplatz; nei pressi si trova una fermata della rete tranviaria cittadina. Di lì la cremagliera risale l'Adlisberg fino al Grand Hotel Dolder. Esistono due fermate intermedie (a richiesta) in Titlisstrasse e al Waldhaus Dolder, oltre ad un raddoppio per l'incrocio dei convogli.

## Materiale rotabile
All'apertura SLM (per la parte meccanica), BBC (per la parte elettrica) e Gangloff (per la carrozzeria) fornirono due elettromotrici a due assi (immatricolate come Bhe 1/2 1÷2) lunghe 11,5 metri con una capacità di 26 posti a sedere e 74 in piedi.
Tra agosto e settembre 2024 sono entrate in servizio due nuove elettromotrici, realizzate dalla Stadler Rail, che hanno sostituito i rotabili della dotazione originaria.